# Dronne
Pour les articles homonymes, voir Dronne (homonymie).
La Dronne ou Drône est une rivière du sud-ouest de la France, sous-affluent de la Dordogne par l'Isle.

## Hydronymie

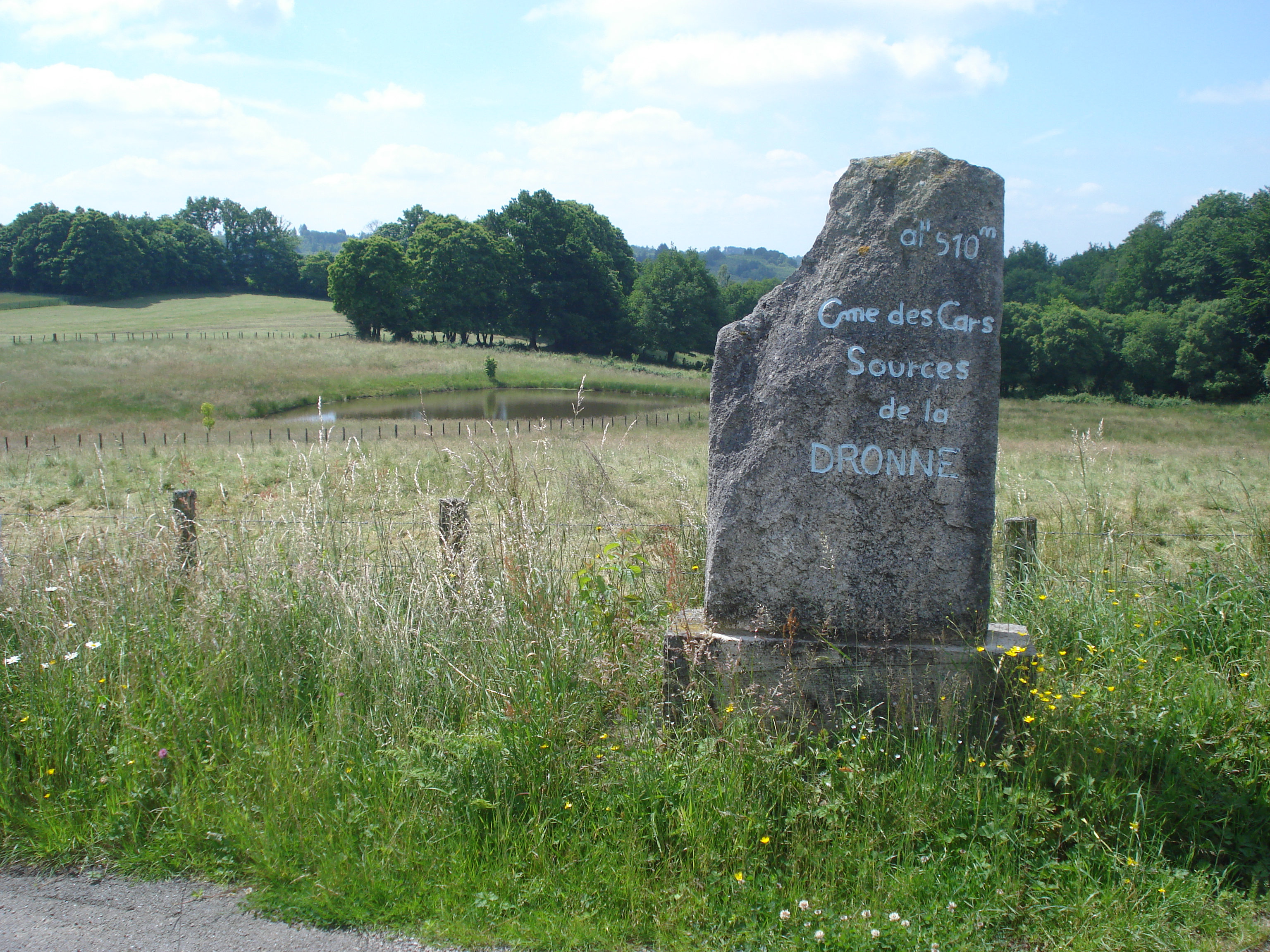
Les Cars, mémorial source de la Dronne.

Noté Drona en 1215, son nom s'explique par la racine hydronymique « dur- », du celtique « dour » qui signifie « la rivière », et le suffixe pré-latin « -onna ».
Drône est une graphie française archaïque que l'on retrouve dans le nom de deux communes du Ribéracois : Saint-Méard-de-Drône et Saint-Pardoux-de-Drône, mais qui témoigne de sa prononciation.
En occitan, le cours d'eau porte le nom de Drona.

## Géographie

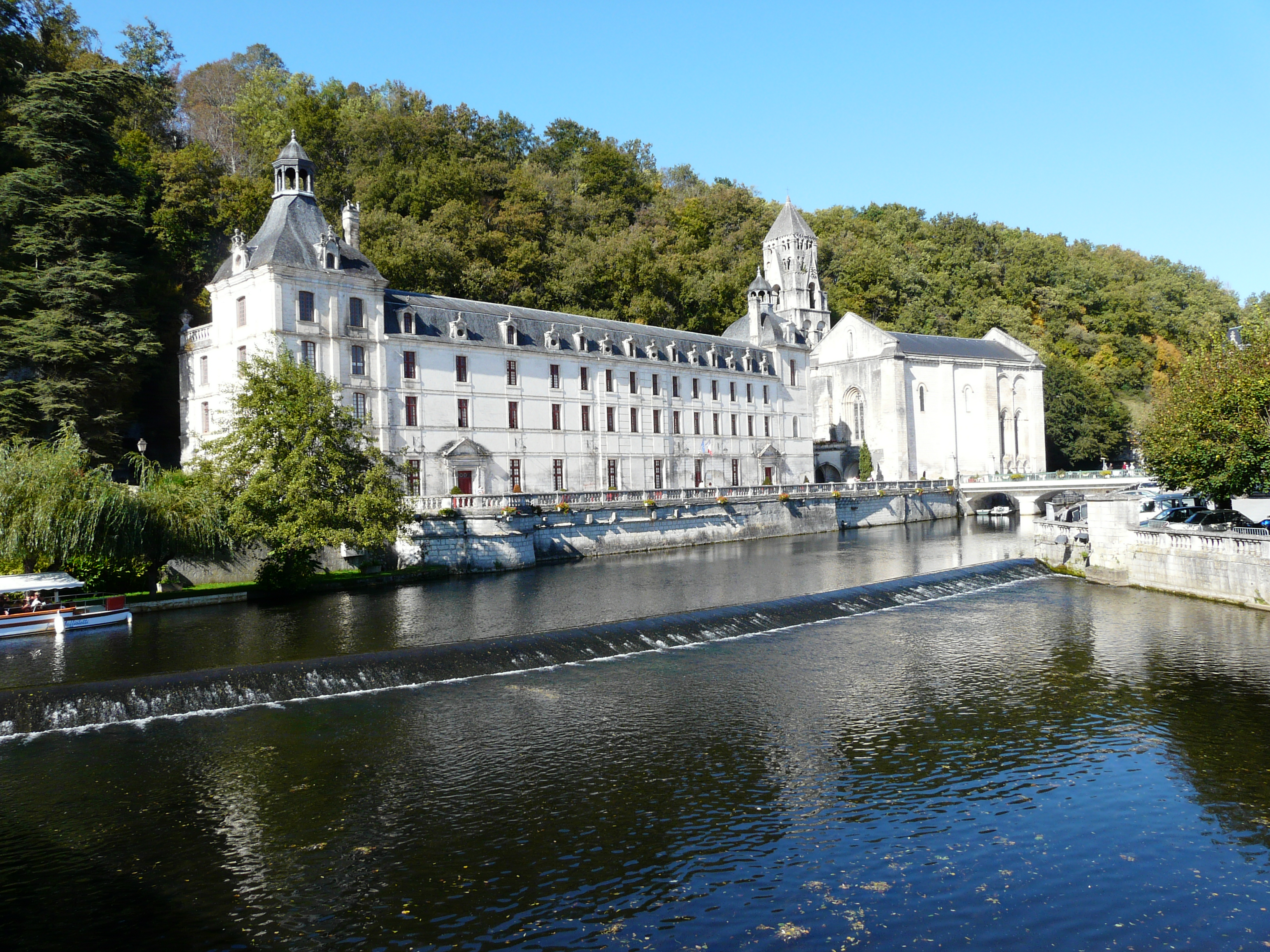
La Dronne devant l'abbaye de Brantôme.

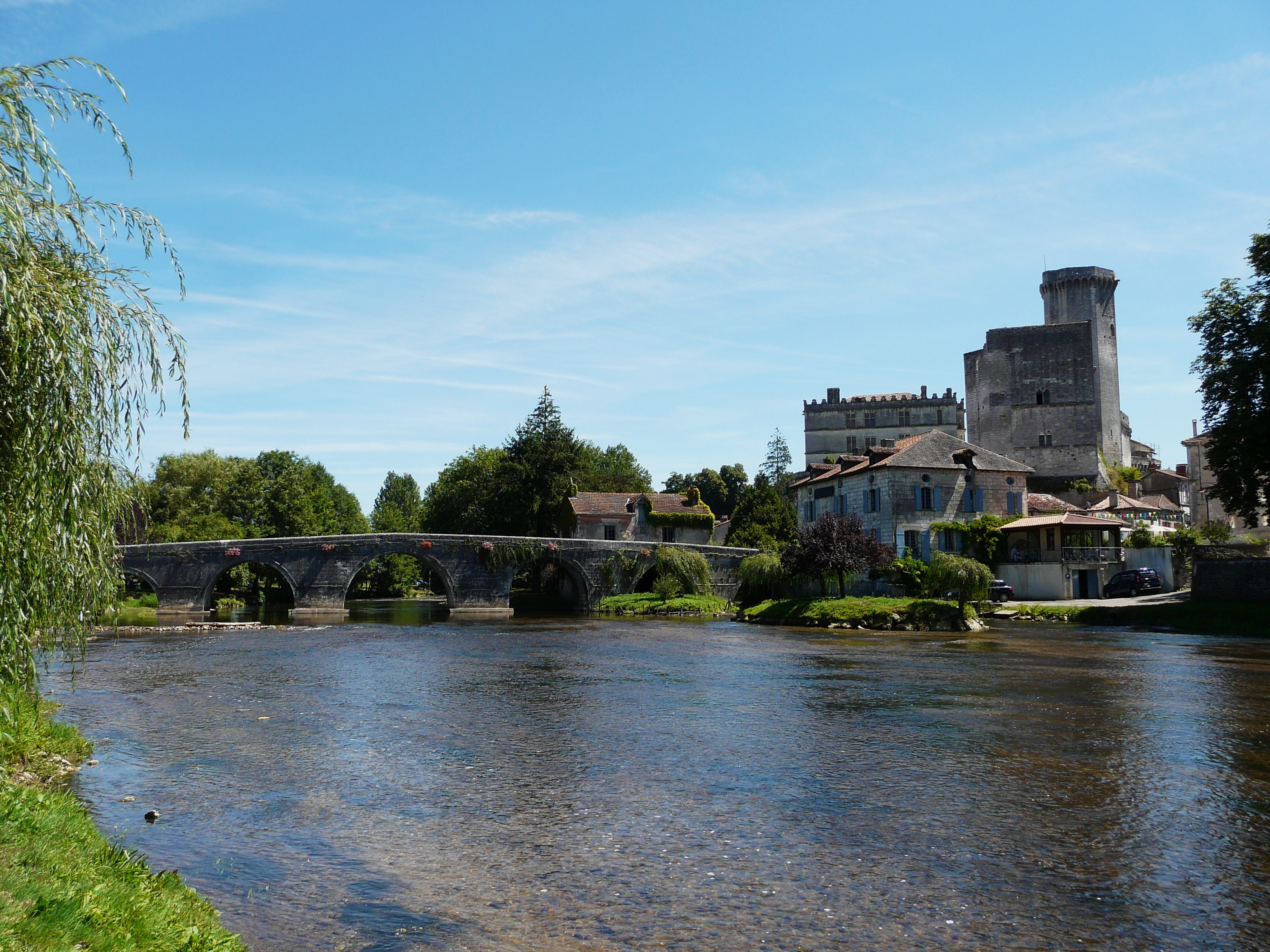
La Dronne à Bourdeilles.

La Dronne prend sa source à 479 mètres d'altitude dans le parc naturel régional Périgord Limousin sur la commune de Bussière-Galant au sud des Cars, département de la Haute-Vienne, région Nouvelle-Aquitaine, près du lieu-dit les Borderies, trois kilomètres au sud du bourg des Cars, en plein massif des Cars-Châlus.
Sur une dizaine de kilomètres, son cours sert de limite avec la Haute-Vienne avant d'entrer en Dordogne à la jonction des communes de Dournazac, de Firbeix et de Mialet. Elle traverse, Champs-Romain, Saint-Pardoux-la-Rivière, borde Saint-Front-la-Rivière, Quinsac et Champagnac-de-Belair avant d'arroser Brantôme, enserrant son centre-ville sur une île d'environ 300 mètres de diamètre, à l'origine du surnom de Venise du Périgord attribué à cette localité.
Elle longe ensuite Valeuil, traverse Bourdeilles, borde Lisle, Tocane-Saint-Apre et Ribérac. De Petit-Bersac jusqu'à Saint-Antoine-Cumond, elle sert alors de limite départementale sur sept kilomètres. Elle pénètre en Charente et baigne Aubeterre-sur-Dronne, l'un des plus beaux villages de France puis Bonnes.
À partir de Saint-Aulaye et jusqu'aux Églisottes, son cours sert à nouveau sur trente kilomètres de limite départementale, bordant successivement en rive droite des communes de la Charente puis de la Charente-Maritime (Saint-Aigulin), la rive gauche égrenant ses bourgs en Dordogne : Chenaud, Parcoul et La Roche-Chalais.
À partir des Églisottes, son cours continue en Gironde. Elle traverse Coutras et, un kilomètre et demi plus loin vers le sud-ouest, se jette dans l'Isle en rive droite, à 7 mètres d'altitude.
Sa longueur est de 200,6 km.

### Départements et principales localités traversés

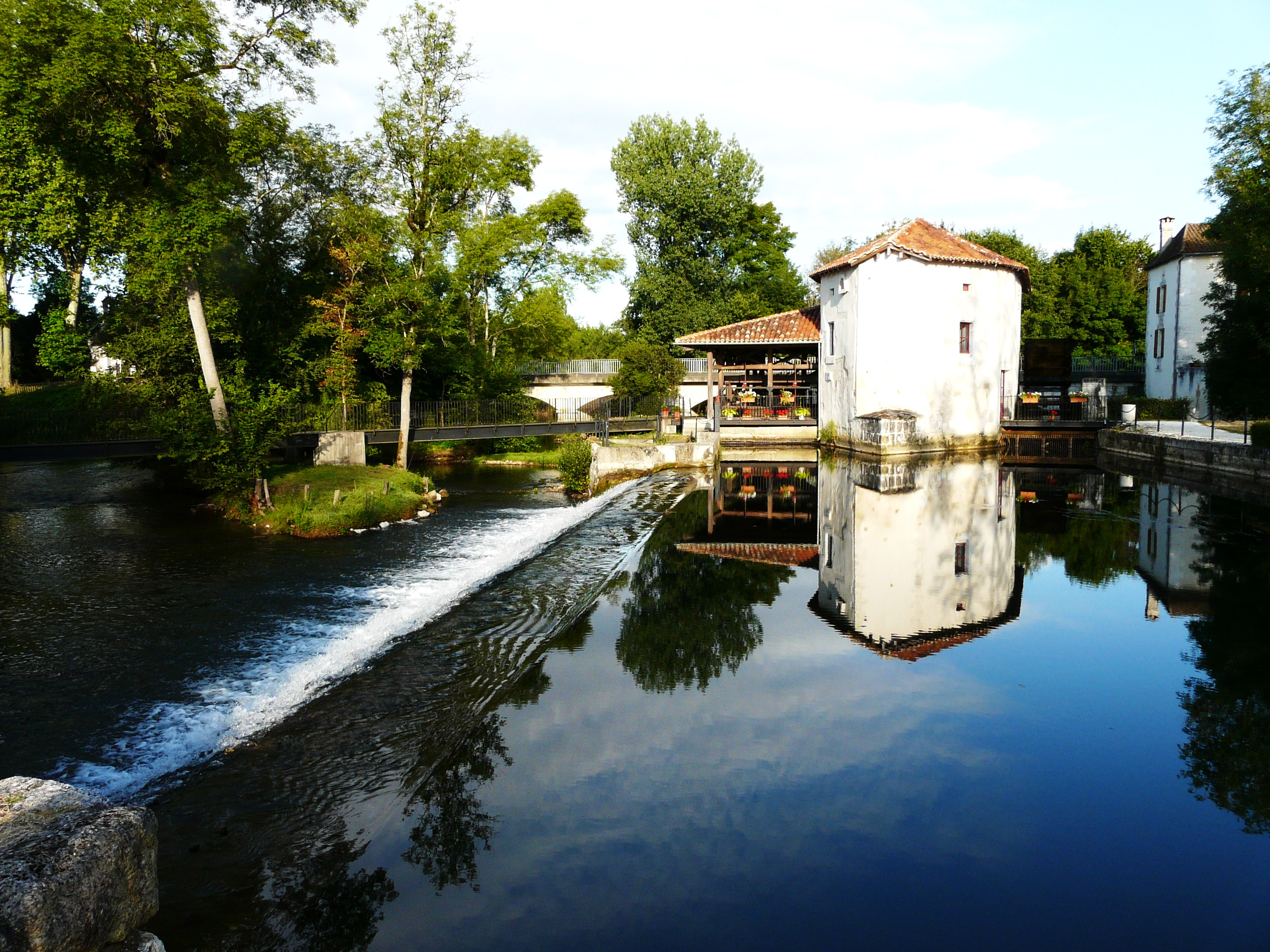
La Dronne à Montagrier, au Moulin du Pont.

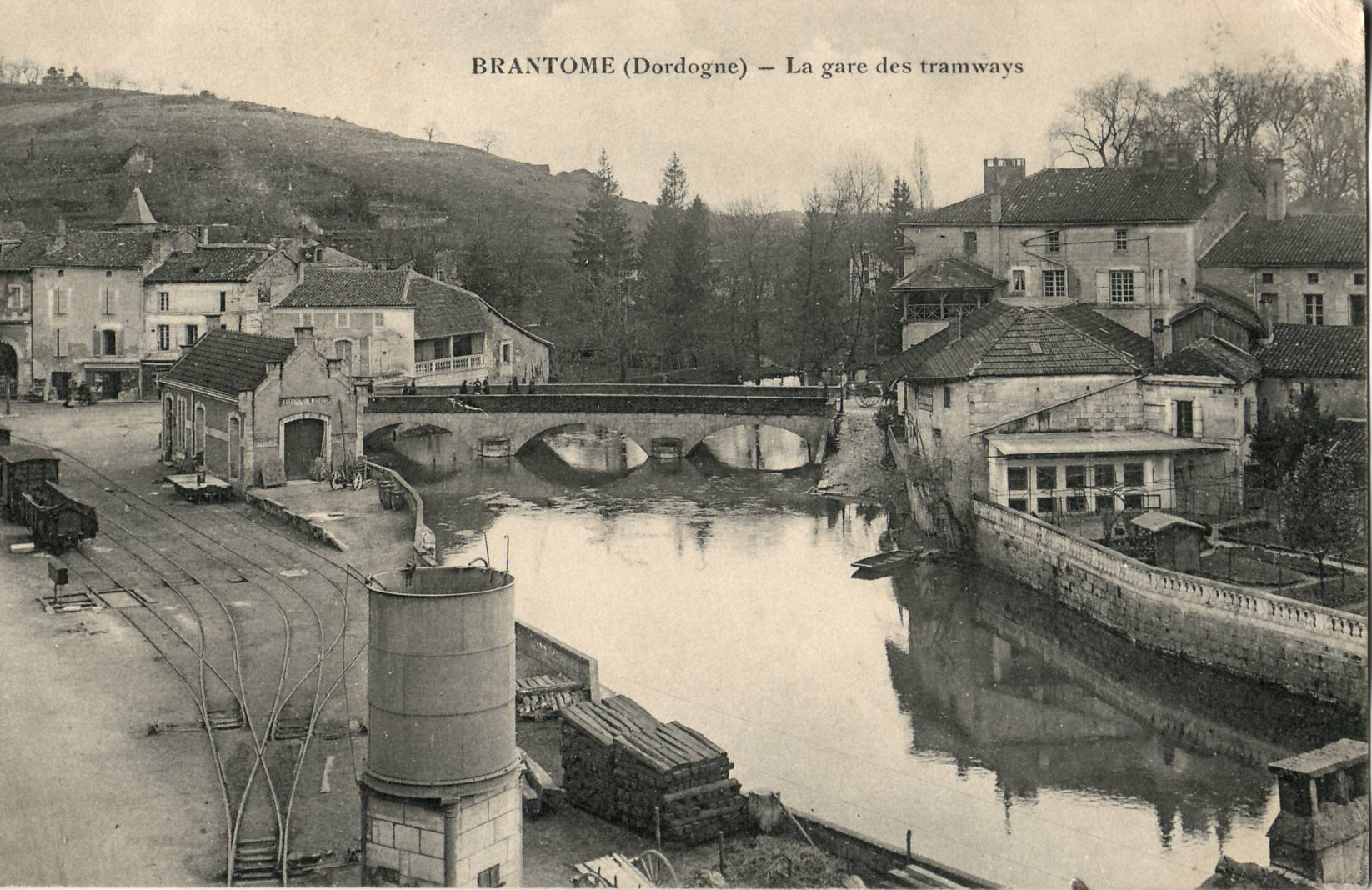
La Dronne à Brantôme, vers 1910, à l'époque des Chemins de fer du Périgord (à gauche du cliché).

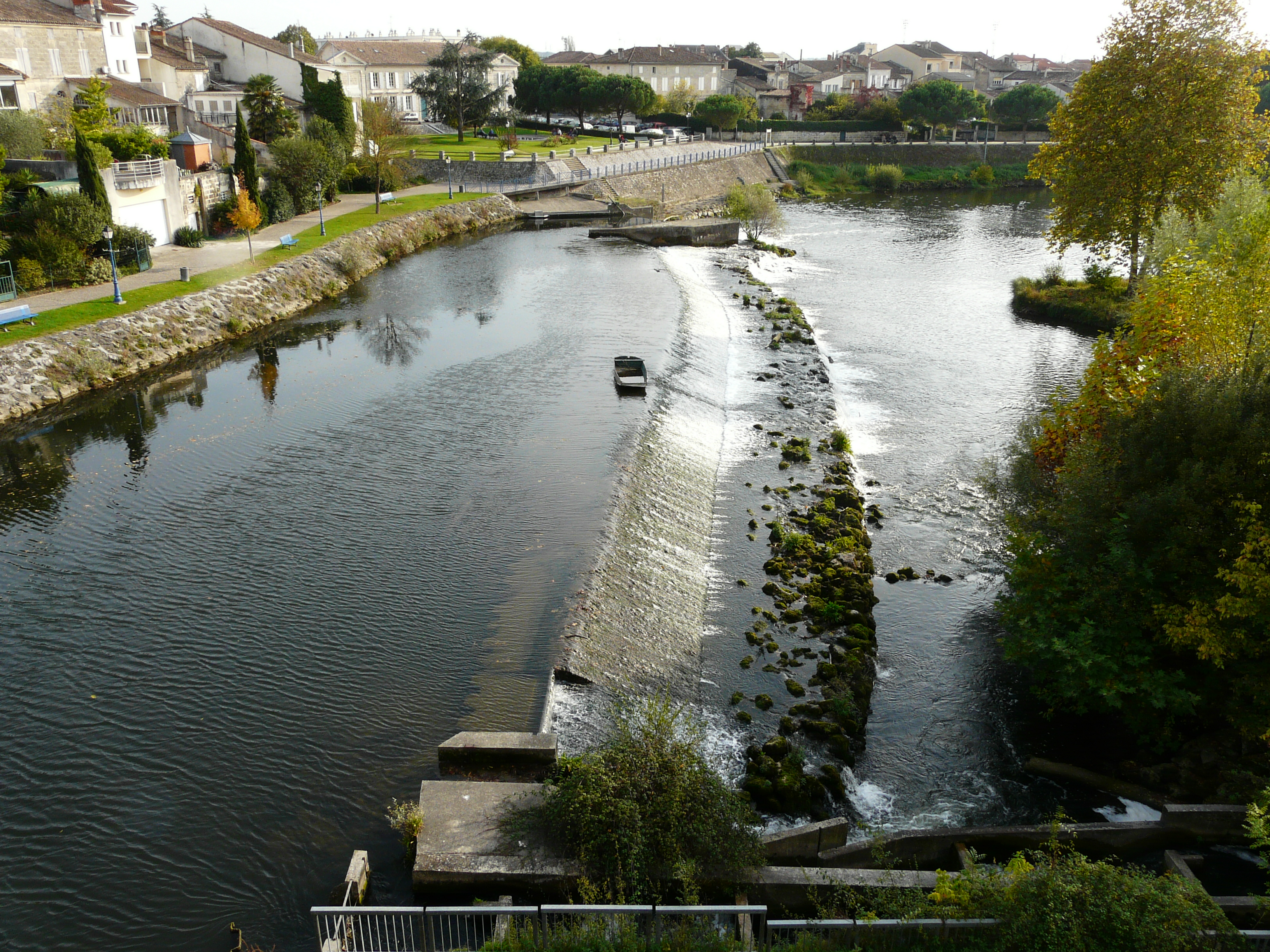
La Dronne à Coutras.

La Dronne arrose cinq départements et cinquante-trois communes dont les principales sont les suivantes :
- Haute-Vienne : Bussière-Galant
- Dordogne : Saint-Pardoux-la-Rivière, Champagnac-de-Belair, Brantôme, Bourdeilles, Mialet, Tocane-Saint-Apre, Ribérac, Saint-Aulaye, La Roche-Chalais
- Charente : Aubeterre-sur-Dronne
- Charente-Maritime : Saint-Aigulin
- Gironde : Les Églisottes-et-Chalaures, Coutras

### Toponymes
La Dronne a donné son hydronyme à trois communes : Aubeterre-sur-Dronne, Saint-Méard-de-Drône, Saint-Pardoux-de-Drône.

### Organisme gestionnaire
En Dordogne, de Creyssac à La Roche-Chalais, la gestion de la Dronne est réalisée par un syndicat de rivière, le SyMAGE Dronne.

## Affluents
La Dronne a soixante-deux tronçons affluents référencés (59 ruisseaux pour seulement trois rivières : la Côle, la Lizonne et la Tude).

### Principaux affluents
Les principaux sont :
- la Côle (rg[note 1]),
- le Boulou (rd),
- l'Euche (rd),
- la Donzelle (rg),
- la Peychay (rg),
- la Lizonne (rd), également appelée Nizonne dans sa partie amont,
- l'Auzonne (rd),
- la Rizonne (ou Rissonne) (rg),
- la Tude (rd),
- la Mame (rd),
- le Chalaure (rg),
- le Goulor (rd).

## Hydrologie
La Dronne est une rivière assez abondante, comme sa voisine l'Isle. 

### La Dronne à Coutras
Son débit a été observé sur une période de 45 ans (1967-2011), à Coutras, localité du département de la Gironde située au niveau de son confluent avec l'Isle. Le bassin versant de la rivière y est de 2 816 km2, à 6 m d'altitude, c'est-à-dire sa quasi-totalité.
Le module de la rivière à Coutras est de 24,6 m3/s.
La Dronne présente des fluctuations saisonnières de débit bien marquées, avec des hautes eaux d'hiver-printemps portant le débit mensuel moyen à un niveau situé entre 33,3 et 50,5 m3/s, de décembre à avril inclus (avec un maximum en janvier et surtout février), et des basses eaux d'été, de début juillet à fin septembre, avec une baisse du débit moyen mensuel jusqu'à 4,85 m3/s au mois d'août. Mais les fluctuations sont bien plus prononcées sur de plus courtes périodes.

### Étiage ou basses eaux
À l'étiage, le VCN3 peut chuter jusque 1,10 m3/s, en cas de période quinquennale sèche, ce qui est fort bas pour ce cours d'eau assez puissant et peut être qualifié de sévère, le débit étant alors réduit à 2,5 % du débit moyen. Ce phénomène est assez fréquent dans les régions de plaine de l'Aquitaine, malgré la proximité de l'océan.

### Crues
Les crues peuvent être assez importantes. Ainsi les QIX 2 et QIX 5 valent respectivement 180 et 270 m3/s, le QIX 10 est de 340 m3/s, le QIX 20 de 400 m3/s et le QIX 50 de 470 m3/s.
Le débit instantané maximal enregistré à Coutras a été de 538 m3/s le 5 mai 1986, tandis que la valeur journalière maximale était de 524 m3/s le 3 mai de la même année. Si l'on compare le premier de ces chiffres à l'échelle des QIX de la rivière, il ressort que cette crue était bien plus importante que la crue cinquantennale définie par le QIX 50, et donc fort exceptionnelle.
La hauteur maximale instantanée a été de 384 cm ou 3,84 mètres le 5 mai 1986 à 8 h 11.
Pour se faire une idée de l'importance de ces débits, on peut les comparer à un des affluents de la Seine au sud-est de Paris, le Loing, réputé jadis pour ses débordements, et quelque peu régularisé depuis. Le QIX 10 du Loing en fin de parcours vaut 190 m3/s (contre 340 pour la Dronne) et son QIX 50 se monte à 270 m3/s (contre 470 pour la Dronne). Ainsi malgré un bassin inférieur d'un tiers environ, le volume des crues de la Dronne est près de 80 % plus abondant que celui du Loing.

### Lame d'eau et débit spécifique
Au total, la Dronne est une rivière irrégulière et moyennement abondante. La lame d'eau écoulée dans son bassin versant est de 277 millimètres annuellement, ce qui est un peu inférieur à la moyenne d'ensemble de la France (plus ou moins 320 millimètres), mais aussi à la moyenne du bassin de l'Isle (304 millimètres). Le débit spécifique (ou Qsp) de la rivière atteint 8,7 litres par seconde et par kilomètre carré de bassin.

### Risque inondation
À l'intérieur du département de la Dordogne, un plan de prévention du risque inondation (PPRI) a été approuvé en 2014 pour 19 communes riveraines de la Dronne, de Saint-Pardoux-la-Rivière jusqu'à Ribérac (rive gauche) et Villetoureix (rive droite) :
- Bourdeilles[9] ;
- Brantôme[10] (commune nouvelle de Brantôme en Périgord) ;
- Celles[11] ;
- Champagnac-de-Belair[12] ;
- Condat-sur-Trincou[13] ;
- Creyssac[14] ;
- Douchapt[15] ;
- Grand-Brassac[16] ;
- Lisle[17] ;
- Montagrier[18] ;
- Quinsac[19] ;
- Ribérac[20] ;
- Saint-Front-la-Rivière[21] ;
- Saint-Méard-de-Drône[22] ;
- Saint-Pardoux-la-Rivière[23] ;
- Saint-Victor[24] ;
- Tocane-Saint-Apre[25] ;
- Valeuil[26] (commune nouvelle de Brantôme en Périgord) ;
- Villetoureix[27].

## Aménagements et écologie

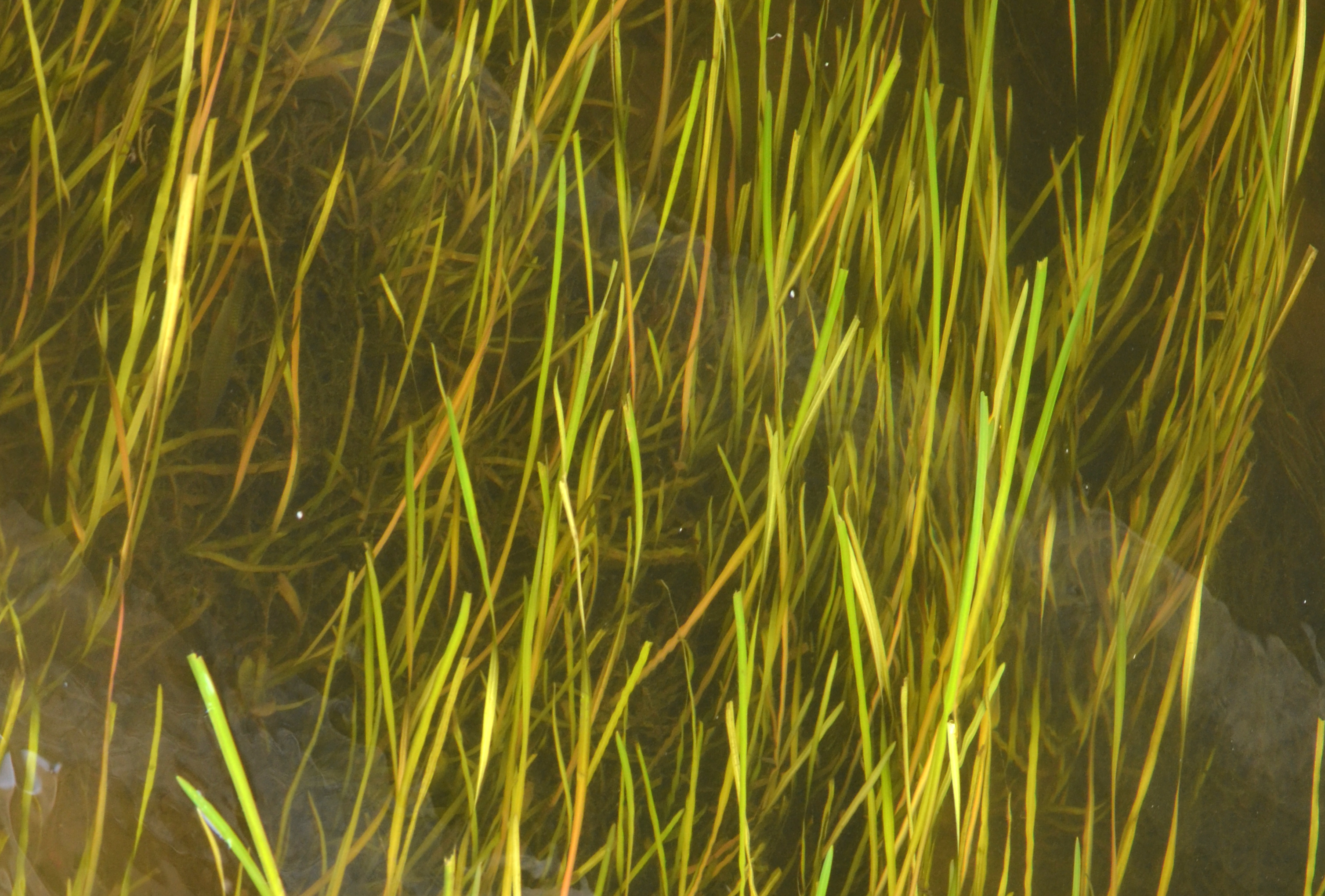
Herbier subaquatique essentiellement composé de Vallisneria spiralis ondulant dans le courant photographié dans la Dronne, à Brantôme, mi-août 2014, devant l’abbaye Saint-Pierre de Brantôme.

La Dronne et sa vallée présentent des biotopes variés qui autorisent la présence d'une flore et d'une faune riches. De ce fait, 80 % de son cours est classé soit en zones Natura 2000, soit en zones naturelles d’intérêt écologique, faunistique et floristique (ZNIEFF).

### Natura 2000
Trois zones Réseau Natura 2000 concernent la vallée de la Dronne.
- Sur une cinquantaine de kilomètres, depuis sa source jusqu'au bourg de Saint-Pardoux-la-Rivière, la Dronne et ses rives présentent un milieu fait de landes, de prairies humides, de cultures et de forêts[28].

Cette zone représente le plus remarquable site de France pour la moule perlière (Margaritifera margaritifera) qui s'y reproduit. En janvier 2017, une ferme aquacole est inaugurée à Firbeix en vue de la reproduction et de la réintroduction de moules perlières dans le bassin de la haute Dronne. Dans le cadre du programme européen LIFE, de 2014 à 2020, plus de 300 000 jeunes moules ont ainsi pu être relâchées dans la rivière. D'autres espèces européennes menacées s'y rencontrent également : un amphibien, le sonneur à ventre jaune (Bombina variegata), une libellule, l'agrion de Mercure (Coenagrion mercuriale), un papillon, le damier de la succise (Euphydryas aurinia), l'écrevisse à pattes blanches (Austropotamobius pallipes), plusieurs mammifères dont la  loutre (Lutra lutra) et trois espèces de chauves-souris ainsi que deux sortes de poissons, le chabot (Cottus gobio) et la lamproie de Planer (Lampetra planeri) .
- Sur environ 110 kilomètres, du sud de Brantôme jusqu'à sa confluence avec l'Isle, la Dronne s'écoule dans un milieu principalement composé de prairies humides et de terres cultivées avec des zones de bocage[32].

C'est un site important pour la reproduction de la  lamproie marine (Petromyzon marinus). On y rencontre cinq autres espèces de poissons menacées ainsi que des écrevisses à pattes blanches (Austropotamobius pallipes) et des visons (Mustela lutreola) . 	
- Les coteaux de la rive droite de la Dronne situés essentiellement sur les communes de Bourdeilles, Grand-Brassac et Montagrier, composés de steppes et de landes forment un terrain propice à de nombreuses orchidées et à des genévriers (Juniperus communis)[33].

### ZNIEFF
Recoupant en très grande partie les sites Natura 2000 décrits ci-dessus, sept zones naturelles d’intérêt écologique, faunistique et floristique se succèdent le long de la vallée de la Dronne, soit cinq de type II et deux de type I.

#### ZNIEFF de type II
- Du sud de Brantôme jusqu'au nord de Lisle, sur 416 hectares et près de 18 kilomètres, la Dronne serpente entre zones forestières et prairies humides avec présence de parois calcaires qui, selon l'exposition septentrionale ou méridionale, révèlent tour à tour une flore montagnarde ou méditerranéenne[34].

Quatre autres zones protégées associant bocage et prairies humides, avec une flore et une faune spécifiques, lui font suite :
- du nord de Lisle jusqu'au bourg d'Épeluche, sur 1 580 hectares et environ 30 kilomètres de long[35] ;

- du bourg d'Épeluche jusqu'au nord de Saint-Aulaye, sur 909 hectares et environ 22 kilomètres[36] ;

- du nord-ouest de Saint-Aulaye jusqu'au nord-ouest de Saint-Aigulin, sur 611 hectares et environ 17 kilomètres[37] ;

- du sud  de Saint-Aigulin jusqu'au nord-ouest de Coutras, sur 779 hectares et environ 22 kilomètres[38].

Les périmètres des ZNIEFF ci-dessus sont désormais obsolètes.
Dans le sud-est des départements de la Charente et de la Charente-Maritime, depuis Saint-Séverin jusqu'à La Barde, la vallée de la Dronne fait partie de la zone naturelle d'intérêt écologique, faunistique et floristique (ZNIEFF) de type II nommée « Vallées de la Nizonne, de la Tude et de la Dronne en Poitou-Charentes »,.
Vingt-deux espèces déterminantes d'animaux y ont été répertoriées :
- un amphibien : la Rainette verte (Hyla arborea) ;
- un crustacé, l'Écrevisse à pattes blanches (Austropotamobius pallipes) ;
- cinq insectes dont trois lépidoptères : l'Azuré de la sanguisorbe (Phengaris teleius), le Cuivré des marais (Lycaena dispar) et le Fadet des laîches (Coenonympha oedippus) et deux odonates : l'Agrion de Mercure (Coenagrion mercuriale) et la Cordulie à corps fin (Oxygastra curtisii) ;
- sept mammifères : la Loutre d'Europe (Lutra lutra) et le Vison d'Europe (Mustela lutreola), ainsi que cinq chauves-souris : le Murin à moustaches (Myotis mystacinus), l'Oreillard roux (Plecotus auritus), la Pipistrelle de Kuhl (Pipistrellus kuhlii), le Petit rhinolophe (Rhinolophus hipposideros) et la Sérotine commune (Eptesicus serotinus) ;
- quatre oiseaux : l'Alouette lulu (Lullula arborea), le Martin-pêcheur d'Europe (Alcedo atthis), le Milan noir (Milvus migrans) et le Tarier des prés (Saxicola rubetra) ;
- trois poissons : le Chabot commun (Cottus gobio), la Lamproie de Planer (Lampetra  planeri) et le Toxostome (Parachondrostoma toxostoma) ;
- un reptile : la Cistude (Emys orbicularis).

Vingt-neuf autres espèces animales (quatre mammifères et vingt-cinq oiseaux) y ont été recensées.

#### ZNIEFF de type I
- De son entrée sur la commune de Mialet jusqu'au nord de Saint-Pardoux-la-Rivière, dans une zone essentiellement boisée longue de 25 km et sur 541 hectares, la Dronne évolue parmi des gorges où selon l'exposition des versants, la flore méditerranéenne alterne avec la flore atlantique. On y trouve de nombreuses espèces de fougères[41].

- Sur la commune de Saint-Front-la-Rivière, entre les hameaux de Pombol et Chazelles, une zone de 115 hectares longue de 4 kilomètres, principalement composée de prairies humides, abrite une flore intéressante notamment liée aux parois calcaires qui la délimitent[42].

### Site rivières sauvages
À l'intérieur du parc naturel régional Périgord-Limousin, L'instrument financier pour l'environnement (LIFE +) labellise en 2019 la Haute Dronne (sur 29,3 km) et son affluent le Manet (sur 7,6 km) en tant que « site rivières sauvages ».

### Patrimoine
- Le saut du Chalard en limite des communes de Champs-Romain et Saint-Saud-Lacoussière, à l'est de Nontron où la rivière passe dans une gorge
- Le château de Caneau à Saint-Front-la-Rivière
- Le château de Vaugoubert à Quinsac
- L'église Saint-Christophe de Champagnac-de-Belair
- Brantôme, la « Venise du Périgord », et son abbaye
- L'église Saint-Pantaléon de Valeuil
- Bourdeilles, ses châteaux et son vieux pont
- L'église Saint-Martin de Lisle
- Le musée gallo-romain de Petit-Bersac
- Aubeterre-sur-Dronne, l'un des plus beaux villages de France avec son église souterraine monolithe
- Le pont médiéval de Saint-Aulaye
- L'église Saint-Martin de Parcoul

### Aménagements
Les aménagements le long de la Dronne sont répartis sur les quatre masses d'eau et plus de soixante ouvrages sont référencés : points de rejet de collectivité ou d'établissement industriels, stations d'épuration, stations hydrométriques, stations qualité rivière, établissements industriels, points de restitution ou prises d'eau des usines hydroélectriques.